# 伽耶

伽倻諸国

三国時代後半の6世紀頃の半島

| 三国時代の朝鮮半島教科書で一般的な範囲（375年頃）とその他の解釈（4世紀から5世紀頃）半島西南部の解釈には諸説がある。  |  | 三国時代の朝鮮半島教科書で一般的な範囲（375年頃）とその他の解釈（4世紀から5世紀頃）半島西南部の解釈には諸説がある。 |
| 三国時代の朝鮮半島教科書で一般的な範囲（375年頃）とその他の解釈（4世紀から5世紀頃） 半島西南部の解釈には諸説がある。 |  | |

伽耶（かや、伽倻または加耶とも）、駕洛（から）、加羅（から）、または加羅諸国（からしょこく）は、1世紀から6世紀中頃にかけて朝鮮半島の中南部において、洛東江流域を中心として散在していた小さな国々を指す。後述のように、広義の任那に含まれるが狭義の任那とは位置が異なる。以下、本文上は加羅で統一する。

## 呼称
414年に高句麗が建立した広開土王碑文にある「任那加羅」が史料初見とされている。
中国梁国の時の537年に蕭子顯が編纂した史書の南齊書によると、加羅國，三韓種也。建元元年，國王荷知使來獻。詔曰：「量廣始登，遠夷洽化。加羅王荷知款關海外，奉贄東遐。可授輔國將軍、本國王。」と記録されている。
720年に成立した『日本書紀』では、加羅と任那が併記される。垂仁天皇が垂仁2年、来日した加羅の王子の都怒我阿羅斯等に赤絹を下賜し任那を成立させることになったが、帰途で赤絹を新羅人に奪われたことで新羅との不和が生じたとされる。
中国の史書では、『宋書』で「任那、加羅」と併記される。その後の『南斉書』、『梁書』、660年に成立した『翰苑』、801年成立の『通典』、『太平御覧』（983年成立）、『冊府元亀』（1013年成立）も同様の併記をしている。唯一、清代に編纂された『全唐文』に於いてのみ伽耶の表記が用いられている。
古くは「加羅」表記が一般的であったが、現在の日本ではもっぱら「伽耶」表記が用いられている。「三国史記」新羅本紀の奈解尼師今6年(202年)条に「伽耶」という表記があるが、「三国史記」同14年(210年)条には「加羅」と表記されていた。

## 概要
『三国史記』『三国遺事』などの文献史料は、3世紀までは加羅諸国の神話・伝承を伝えるに過ぎないが、農耕生産の普及と支石墓を持った社会形態などの考古学資料からの推定により紀元前1世紀頃に部族集団が形成されたと推測されてきている。1世紀中葉に中国正史の『三国志』や『後漢書』で「其（倭国?）の北岸」または「倭の西北端の国」の『狗邪韓国』（慶尚南道金海市）とその北に位置する弁韓諸国と呼ばれる小国家群が出現している。後に狗邪韓国（金官国）となる地域は、弥生時代中期（前4、3世紀）以後になると従来の土器とは様式の全く異なる弥生式土器が急増し始めるが、これは後の狗邪韓国（金官国）に繋がる倭人が進出した結果と見られる。首露王により建国されたとされる「金官国」が統合の中心とする仮説が主張されている。4世紀初めに高句麗が勢力を拡張すると、馬韓は大部分が百済に統合されたが、弁韓の諸国は一体化することなく存続した。
加羅と関係の深い任那諸国は6世紀になると百済や新羅の侵略を受け、西側諸国は百済へ武力併合され、東側の諸国は新羅により滅ぼされていった。532年には南部の金官国が新羅に滅ぼされ、また562年には洛東江流域の加羅諸国を新羅が滅ぼした。
加羅の権力層には倭系の姓を帯びる集団が検出される。浜田耕策は「朝鮮半島からの『渡来人』が古代日本の国家形成に果たした成果を評価する『渡来人』史観は近年注目されている百済や伽耶にも倭人の『渡来人』がいたことが見られるように、この相互の移住民を国家の形成史のなかでどのように評価するかの問題にも発展して新たに考察される課題であろう」と指摘している。

## 歴史

### 辰韓諸国と弁韓諸国
朝鮮半島南部の洛東江下流地域には、紀元前5世紀から紀元前4世紀にかけて無紋土器を用いる住民が定着し始めた。彼らは農耕生活をしながら支石墓を築造し、青銅器を用いる文化を所有していた。 紀元前1世紀頃に青銅器と鉄器文化を背景に社会統合が進み、慶尚北道の大邱・慶州地域に辰韓諸国が現われ始めた。
朝鮮半島南西部の弁韓地域には、紀元前10世紀から黄海沿岸に位置する山東半島・遼西・遼東半島の物と非常に類似した様式の土器や石器が見られるようになる。1世紀中頃になると社会統合が進み、弁韓諸国が登場してくる。また、この地域は豊かな鉄産地と海運の良好な条件に恵まれていた。

### 金官国（駕洛国）
2世紀から3世紀に至って半島東南部の諸国は共通の文化基盤をもっていたが、政治的には辰韓と弁韓に大きく分けられていた。当時弁韓地域の多くの小国の中で一番優勢な勢力は金海市付近の金官国（狗邪韓国、駕洛国）であった。任那の文化中心は金海・咸安を取り囲んだ慶尚南道海岸地帯であり、現在も貝塚や土坑墓などの遺跡が散在している。
6世紀前半になると百済は南下し朝鮮半島南部まで影響力を及ぼす。5世紀初頭に至り高句麗は楽浪郡・帯方郡を征服し、新羅にまで勢力を及ぼすようになった。新羅も辰韓の盟主として独自の勢力を固めていた。

### 倭国と高句麗の戦争
4世紀末から5世紀前半にかけては広開土王碑文によれば、391年、倭が百済と新羅を破り臣民とする。393年には倭が新羅の王都を包囲する。三国史記では397年、百済が倭国に阿莘王の王子腆支を人質に送り国交を結んだ。いったん高句麗に従属した百済が、399年高句麗を裏切り倭と通じる。400年には倭が新羅の王都を攻撃していた。高句麗の広開土王が新羅の要請に応じて軍を派遣し、倭軍を任那・加羅の従抜城に退かせ、高句麗軍はこれを追撃した。三国史記では402年、新羅も倭国に奈勿尼師今の子未斯欣を人質に送り国交を結ぶ。404年には高句麗領帯方界（帯方郡との境）にまで倭が攻め込んでいる。
405年、倭国に人質となっていた百済王子の腆支が、倭国の護衛により海中の島で待機して、のちに百済王として即位する。このように倭本国の朝鮮半島に対する影響力は強大であった。なお三国史記では、この時期の加羅に関する直接的記述は空白となっている。
日本書紀では、249年もしくは369年とされる神功皇后49年3月条に神功皇后が新羅へ親征し服属させた三韓征伐の記事や、将軍荒田別（あらたわけ）及び鹿我別（かがわけ）を派遣し、比自㶱（ひじほ）、南加羅（ありひしのから）、㖨国（とくのくに）、安羅（あら）、多羅（たら）、卓淳（たくじゅん）、加羅（から）の七カ国を平定し、西方に軍を進めて、比利（ひり）、辟中（へちゅう）、布弥支（ほむき）、半古（はんこ）の四つの邑を降伏させた記事などがある。

## 後期伽耶連盟
韓国の学者金泰植は5世紀後半以降、大加耶国を中心とした諸国の連合体（後期伽耶連盟）の存在を想定した。日本の学者田中俊明は金の研究を受けつつ、加羅諸国の連合体の実態の研究を進め、実際に連盟を構成していたのは大加耶を中心としたより狭い範囲の諸国であることを論じている（大加耶連盟）。こうした連盟体の存在を手がかりとして想定した研究は加羅諸国の動向についての研究に大きな影響を与えたが、韓国の学者白承玉は連盟を形成したのは一時的なもので、諸国はその歴史の大部分は別個の存在として存在したのであり、より地域国家的な視点が必要であると主張している。
新羅は5世紀中頃に高句麗の駐留軍を全滅させ、高句麗の長寿王は南下政策を推進して475年に百済の首都・漢城（ソウル特別市）を陷落させると、百済は南下して統一された国の存在しない朝鮮半島南西部への進出を活発化させた。統合されて間もない新羅は、この機に乗じ秋風嶺を越えて西方に進出するなど、半島情勢は大きく変化した。 5世紀末に百済の南下と新羅の統合により、任那加羅のうち北部に位置する小国群は自衛の為の統合の機運が生じ、高霊地方の主体勢力だった半路国（または伴跛国）が主導して後期伽耶連盟を形成したという説がある。479年、南斉に朝貢して〈輔国将軍・本国王〉に冊封されたのは、この大加羅国と考えられている。
大加羅を中心にした後期伽耶連盟は、481年に高句麗とそれに附属する濊貊 の新羅侵入に対して、百済と共に援兵を送った。百済が倭に対して半ば強要する形で加羅西部の四県を割譲させると、加羅諸国は百済と小白山脈を境界として接し険悪になった。百済が卓淳国・多羅国などへ侵攻すると、大加羅の異脳王は522年に新羅の法興王に対して婚姻を申し入れ、新羅との同盟を願ったが叛服常ない新羅は却って任那加羅諸国への侵攻を繰り返し、532年には任那の金官国が新羅に降伏した。この為、任那加羅諸国は百済に救援を求め、百済は安羅に駐屯して新羅に備えるとともに、聖王が主宰して任那加羅諸国の首長と倭の使臣との間による復興会議（いわゆる任那復興会議）を開いたが、百済は単に任那加羅諸国を新羅から守ろうとしたのではなく、百済自身が任那加羅諸国への勢力拡大を狙っていた。こうして任那加羅地域は新羅・百済の争奪戦に巻き込まれることとなったが、百済が554年に管山城の戦いで新羅に敗れて聖王が戦死すると新羅の優勢は決定的となり、562年には大加羅（高霊）が新羅に滅ぼされ、残る任那加羅諸国は新羅に併合された。
新羅の日本への影響としては、垂仁3年春3月に天日槍（アメノヒボコ）が新羅王子として渡来しており、妻の阿加流比売（アカルヒメ）とともに播磨國に入り、子孫に但馬国の清日子、その子孫に神功皇后（仲哀天皇の妻）が誕生したことがある。592年には飛鳥京（倭京）を中心とする飛鳥時代が始まっている。

## 加羅諸国

### 金官国（駕洛国）
金官国、もしくは駕洛国・金官加羅・任那加羅ともいい、現在の韓国慶尚南道金海市に有ったとされ、その前身は『三国志』の狗邪韓国であると考えられている。前期伽耶連盟の盟主的な立場にあった。『三国遺事』巻二に収められている『駕洛国記』に拠れば、駕洛国の建国神話は卵生神話型のものであり、初代の首露王は金の卵から産まれた為に姓を金と名乗ったという。532年に新羅の圧力に抗しきれず、仇衡王（金仇亥）が国を挙げて降伏している。その一族は新羅の首都金城（慶州市）に移り住んで食邑を与えられ、新羅の貴族階級に組み入れられた）。金仇亥の曾孫に金庾信が現れ、新羅の半島統一に大功を挙げた。金官国の王族金氏は、新羅王家の慶州金氏と区別するために金官金氏（後に金海金氏という）と呼ばれ、韓国内では最大の本貫となっている。ただし、『三国史記』『金庾信列伝』によれば、金庾信は首露王を祖先とする12世孫であり、金庾信碑には、その祖先は黄帝の子の少昊金天氏の後裔であり、そのため金氏を名乗っていたとする。
駕洛国の歴代王については、朝鮮の君主一覧を参照。
釜山外郭循環高速道路の金海金官伽耶サービスエリア(김해금관가야휴게소)には、騎馬兵士のシルエットを模った板状のモニュメントが設置されている。

### 大加羅
金官国もまた大加羅（大駕洛）と称されていたように、大加羅の表現そのものは固有名詞ではなく、加羅諸国の中での特に有力なものへの尊称であったと見られている。金官国に代わって台頭してきた伴跛（慶尚北道高霊郡）が、一般的には大加羅を指すものと考えられている。『新増東国輿地勝覧』に引く『釈利貞伝』には、高霊郡の背後にある伽倻山の神である正見母主と天神『夷毗訶之』とから生まれた兄『悩窒朱日』（伊珍阿鼓ㆍ内珍朱智）が大加羅の始祖、弟『悩窒青裔』（首露王）が金官国の始祖であるとしており、新興の大加羅がそれまでの盟主であった金官国を越えようとする意識が反映されてできた伝承だと考えられている。
田中俊明は、『南斉書』に見える加羅国王荷知は高霊加羅の嘉悉王に当たると主張している。
大加羅の歴代王については、朝鮮の君主一覧#大加耶（高霊伽耶）を参照。
慶尚北道高霊郡大伽耶邑大伽耶路の高霊池山洞古墳群(고령지산동고분군)の傍らには、大伽耶博物館（대가야박물관）があり遺跡が展示されている。またその向かいには大伽耶歴史テーマ観光地（대가야역사테마관광지）が造成されている。

### その他の諸国
伽耶連盟の盟主となったとする人もいる、金官国・大加羅（伴跛）だけではなく、安羅加羅（慶尚南道咸安郡）、古寧加羅（慶尚北道尚州市咸昌）、星山加羅（慶尚北道星州郡）、小加羅（慶尚南道固城郡）などは六伽耶・五伽耶とまとめて呼ばれることがあった。それ以外での小国としては、多羅（慶尚南道陜川郡）、卓淳（慶尚南道昌原市）、己汶（全羅北道南原市）、滞沙（慶尚南道河東郡）等が挙げられる。
これらの地域からは前方後円墳が発見されており、日本の墓制との関連で注目されている。（→後述）

### アヨーディヤーとの関連
朝鮮史書『三国遺事』内の『駕洛国記』では、金官国の初代首露王の妃は、阿踰陀国から渡来した許黄玉との伝説になっている。阿踰陀国については、タイのアユタヤ説、南インドのアイ王国説もあるが、音がほぼ一致することから、北インドのコーサラ国の首都であり『ラーマーヤナ』の主人公ラーマ王子の故郷の都市のアヨーディヤーの事と一般にはされている。『駕洛国記』によると、金官国の第2代居登王の妃も許黄玉についてきた泉府卿申輔の娘の慕貞であり、第3代麻品王の妃も許黄玉についてきた宗正監趙匡の孫娘の好仇である。
1892年に林泰輔が執筆した『朝鮮史』では、首露王と夫人の許皇后がインド人で、インドから朝鮮南部にきたことを論述したが、これは「考証がかなり煩雑しているので、他日を期してこれを詳論する」と述べ、後日論文「加羅の起源」と「加羅の起源続考」において詳論した。「加羅の起源」では、仏書に散見される同様の事実を例に挙げることから論じ始め、『駕洛国記』に記された天竺阿踰陀国の王女許氏を根拠にして、加羅はインド人が切り開いたとする。「加羅の起源続考」では、朝鮮古代卵の史籍（赫居世居西干・鄒牟王・首露王・五伽耶王・脱解尼師今）と、インド古代の卵の史籍（『賢愚因緑経』・『法苑珠林』・『唐書南蛮伝』・『大越史記全書』・『山海経大荒南経』・『大明一統志』・『博物志（中国語: 博物志 (張華)）』・『後漢書』 ）を比較して、その類似性を取り上げ、「古代にインド人が馬剌加海峡を渡って東方に交通し、ついに朝鮮半島の南岸に加羅国を開いた」とする。また、『朝鮮史』では、「これからすると、駕洛地方はつまり朝鮮南部の開地で、かつてインドの風化に浴した者であり、高句麗地方はつまり朝鮮北部の偏地で支那文明の余光を依頼する者である。......此説は前人のまだ道破していないところである。」とする。そして、朝鮮は開国の初めから中国を含む日本・インドなどに支配され、特に加羅はインドから影響を受けたとする。
加羅がインド人によって建てられたとする林泰輔に対して、白鳥庫吉は「氏は僧侶輩が捏造した仮作的な物語を真正の口碑と誤認」しているとして、モンゴルの説話にも似たようなものが見られ、林泰輔の論理だと、モンゴルもインド人が開拓したと言わなければならないとする。
一方、2004年にソウル大学医学部の徐廷ソン教授と翰林大学医学部のキム・ジョンイル教授が、韓国遺伝体学会で、「許黄玉の子孫と推定される金海にある古墳の遺骨からミトコンドリアDNAを抽出して全体の塩基配列を分析した結果、韓民族のルーツであるモンゴル北方系とは異なり、インド南方系だった」と発表したと中央日報が報じた。もし「インド渡来説」が事実なら、子孫は母方の許氏のDNA形態を受け継いでインドなど南方系のミトコンドリアDNAを持っている事になるが、発表者のキム教授は、「4つの遺骨のうち、1つからこのような結果を得た」が、「『インド渡来説』の立証を確固たるものにするには、もう少し綿密な研究を要する」と説明した。許黄玉は、48年に伽耶に渡来し10人の息子を産んだとの伝説になっており、そのうち2人に許姓を与え、それが金海許氏の起源であるという。

## 加羅の言語
加羅の前身である弁韓の言語については、『三国志』東夷伝は辰韓の言語（新羅語の前身）と似ている（相似）と記すが、『後漢書』東夷伝は違いがある（有異）と述べており、矛盾する記述となっている。加羅語について具体的に記述したものとしては、『三国史記』巻44・斯多含伝に「栴檀梁城門名。加羅語謂門為梁。」とあるものが唯一の例である。「梁」は新羅語の訓読字で「tur（tol）」と読むことから、加羅語では門のことを「tur（tol）」と言ったことがわかる。李基文は本例を日本語の「to（戸・門）」や満洲語の「duka」と結び付け、高句麗語ら夫余系言語の影響を示唆している。
その他では、『三国史記』の加羅地域の地名表記から加羅語を再構する試みも行われている。李基文は、「玄驍県、本推良火県。一云三良火。」（巻34）から「推」の訓「mir」に基づき数詞「mir（三）」を、「漆隄県、本漆吐県。」（同）から普通名詞「to（堤）」を、それぞれ再構し、前者については高句麗語及び日本語と、後者については高句麗語と、それぞれ結び付けることができるのではないかと指摘している。

## 加羅研究史
日本における、明治以降の任那と加羅の研究は、明治期の那珂通世、菅政友らの研究に始まり、津田左右吉を経て戦後の末松保和『任那興亡史』において大成された。
考古学調査によると、狗邪韓国と金官国があった金海市には、数多くの日本の様式やそれに類似した遺物が発見されている。甕棺は、吉野ケ里遺跡をはじめ、弥生時代の北部九州甕棺だけに見られる特徴的な埋葬形態だが、鳳凰台遺跡に隣接する金海貝塚からは多くの甕棺が出土している。しかし最近の考古学調査では、弥生時代より早い３世紀に、大型の甕棺が栄山江流域に多く発見されることが分かった。栄山江流域は馬韓の領域だった。加羅の甕棺は馬韓の古墳様式とよく似ていて、加羅は馬韓と交流があったと見ている。吉野ケ里遺跡から鋳型が出土した巴形銅器や、吉野ケ里遺跡の出土品に酷似した細形銅剣など、金海貝塚の出土品は国立金海博物館に展示されている。
また、弥生時代にあたる韓国靭島遺跡から、抜歯をした人骨やイモガイの腕輪や日本の弥生土器(須玖I式、II式土器など)が多数出土し、恐らくは、日本の土器が搬入されたのではなく、「日本人が移住していた」と考えられるという研究結果が出ている。

### 民族史観に基づいた解釈の流行
第二次世界大戦後の研究は、日本の出先機関を否定する前提に立つものであり、現代韓国の政治的欲求に解釈が左右されることが多い。
1970年代以降、全く調査されていなかった洛東江流域の旧加羅地域の発掘調査が進み、文献史料の少ない加羅史を研究するための材料が豊富になってきたが、現代韓国の政治的欲求に基づいた新民族史観に沿う仮説が盛んに主張されている。
高麗大学教授で日本古代史学者の金鉉球は、「『日本書紀』には倭が任那日本府を設置して、朝鮮半島南部を支配しながら、百済・高句麗・新羅三国の三国文化を搬出していったことになっているのに、韓国の中学校・高校の歴史教科書では、百済・高句麗・新羅三国の文化が日本に伝播される国際関係は説明がなされず、ただ高句麗・新羅・百済の三国が日本に文化を伝えた話だけを教えており、さらに百済・高句麗・新羅三国の文化を日本に伝えたとされる話は、朝鮮最古の史書は12世紀の『三国史記』であり朝鮮の古代の史書は存在しないため、すべて『日本書紀』から引用している。しかし、日本の学者が『日本書紀』を引用して、倭が朝鮮半島南部を支配したという任那日本府説を主張すると、韓国の学界はそれは受け入れることができないと拒否するのは、明白な矛盾であり、こうしたダブルスタンダードゆえに日本の学界が韓国の学界を軽く見ているのではないか」と指摘している。
1990年代になると加羅研究の対象が従来の金官国・任那加羅（いずれも金海地区）の倭との関係だけではなく、田中俊明の提唱になる大伽耶連盟の概念でもって、高霊地域の大加羅を中心とする加羅そのものの歴史研究に移行していった。また1990年代後半からは、主に考古学的側面から、卓淳（昌原）・安羅（咸安）などの諸地域への研究が推進される一方で、前方後円墳の発見を踏まえて一部地域への倭人の集住を認める論考が出されている。
井上秀雄は、任那日本府は『日本書紀』が引用する逸書『百済本記』における呼称であり、『百済本記』とは百済王朝が倭国（ヤマト王権）に迎合的に書いた史書だとの主張した。これ基づき、井上は日本の従来研究を否定しようと試みている。任那日本府について近代での朝鮮総督府のようなものが想定されることが多いが、実態は、半島南部の倭人の政治集団だとした。三国志『魏志』韓伝に倭について記載があるが、この倭は、百済や新羅が加羅諸国を呼称していたもので、百済・新羅に国を奪われた加羅諸国の政治集団を指すとする。逸書『百済本記』の編者は、この加羅諸国の別名と、日本列島の倭国（ヤマト王権）とを結びつけたのであり、任那日本府とヤマト王権は直接的には何の関係も持たないとする仮説を打ち出した。2010年、日本と韓国政府の支援を受けた共同調査チームは、朝鮮半島南部と加耶は古代日本の植民地ではなかったが、日本人は6世紀に活動を開始したと発表した。 『朝鮮日報』は今回の声明が両国外交関係の転換点になると考えている。
高句麗・新羅に対抗するために百済・倭国と結び、倭国によって軍事を主とする外交機関（後に「任那日本府」と呼ばれた）が設置されていたとする説もある。吉田孝によれば、「任那」とは、高句麗・新羅に対抗するために百済・倭国（ヤマト王権）と結んだ任那加羅（金官加羅）を盟主とする小国連合で政治的領域を指し、地理的領域である伽耶地域とは重なり合うが一致しないこと、倭国が置いた軍事を主とする外交機関を後に「任那日本府」と呼んだと主張し、百済に割譲した四県は任那加羅が倭人を移住させた地域であったとした。また、532年の任那加羅滅亡後は安羅に軍事機関を移したが、562年の大加羅の滅亡で拠点を失ったという（→吉田1997 pp.74-78.）。鈴木武樹は479年、南斉に朝貢して〈輔国将軍・本国王〉に冊封されたのは、金官加羅国と主張。荷知が「本国王」を求めたのは、倭王武の称号に既に任那が含まれているのを知っていたので、任那を本国と翻訳して斉に臨み、名を捨てて実を取ったと主張した。

### 倭国および任那との関連
加羅地域にヤマト朝廷から派遣された倭人の軍人・官吏、或いはヤマト朝廷に臣従した在地豪族が、当地で統治権・軍事指揮権・定期的な徴発権を有していたとする説もある。
倭国の半島での活動については、『日本書紀』『三国史記』など日本、中国や朝鮮の史書にも記されており、3世紀末の『三国志』魏書東夷伝倭人条には、朝鮮半島における倭国の北限が狗邪韓国（くやかんこく）とある。または「韓は南は倭と接する」とある。
また高句麗の広開土王碑について改竄説が否定されたことで、倭が391年に新羅や百済や加羅を臣民としたことがあらためて確認された。高句麗は新羅の要請を受けて、400年に5万の大軍を派遣し、新羅王都にいた倭軍を退却させ、さらに任那・加羅に迫った。ところが任那加羅の安羅軍などが逆をついて、任那加羅の従抜城を守らせた。
日本列島での事例が大半である墓形式の「前方後円墳」が朝鮮半島でも幾つか発見されている
朝鮮半島の前方後円墳はいずれも5世紀後半から6世紀中葉に成立したもので、百済が南遷する前は任那であり、金官国を中心とする任那の最西部であった地域のみに存在し、円筒埴輪や南島産貝製品、内部をベンガラで塗った石室といった倭系遺物、遺構をともなう。そのほか、新羅・百済・任那で日本産のヒスイ製勾玉が大量に出土（高句麗の旧領では稀）しており、朝鮮半島にはヒスイ（硬玉）の原産地がなく、東アジア地域においても日本とミャンマーに限られること や、化学組成の検査により朝鮮半島出土の勾玉が糸魚川周辺遺跡のものと同じであることが判明した ことなど、倭国との交易、半島における倭国の活動などが研究されている。

## 都怒我阿羅斯等
都怒我阿羅斯等(つぬがあらしと)は、意富加羅国（大伽耶/大加羅）の王子で、崇神天皇の時代、または垂仁天皇の時代に、現在の福井県敦賀市に渡来したとされる伝説上の人物である。敦賀市の氣比神宮の境内にある摂社の角鹿神社の祭神である。

## ギャラリー

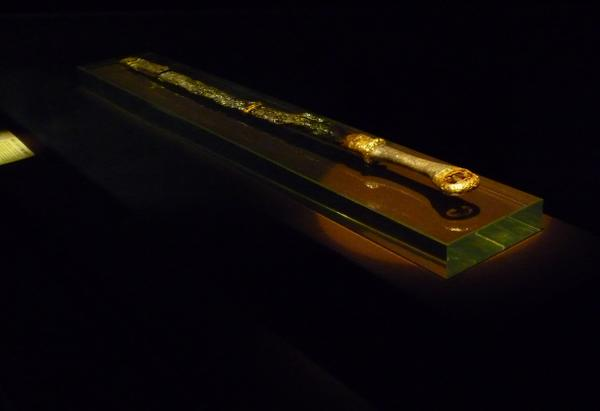
多羅国の剣
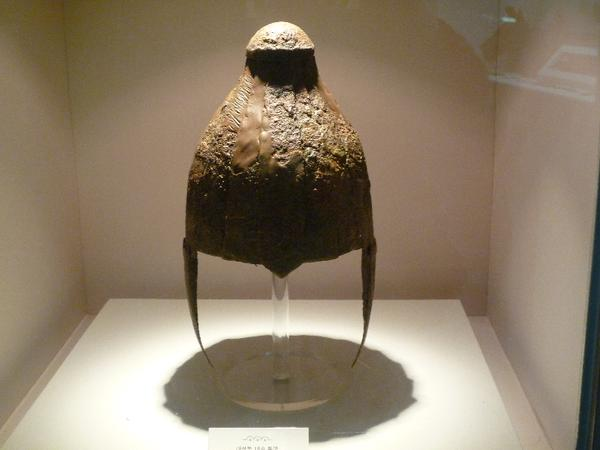
金海大成洞
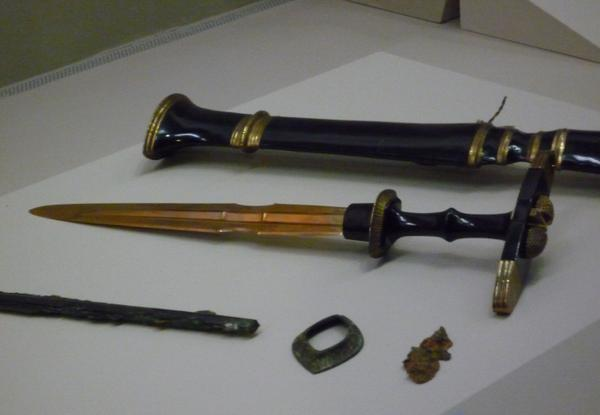
昌原茶戸里古墳群
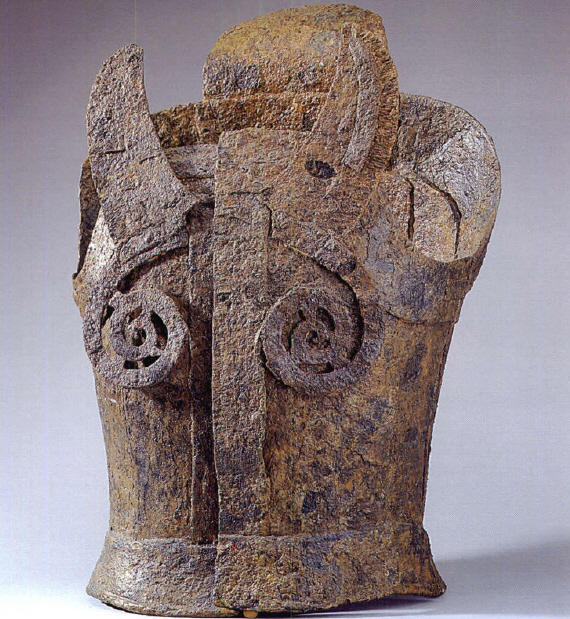
金海大成洞狗邪韓国(金官伽倻)
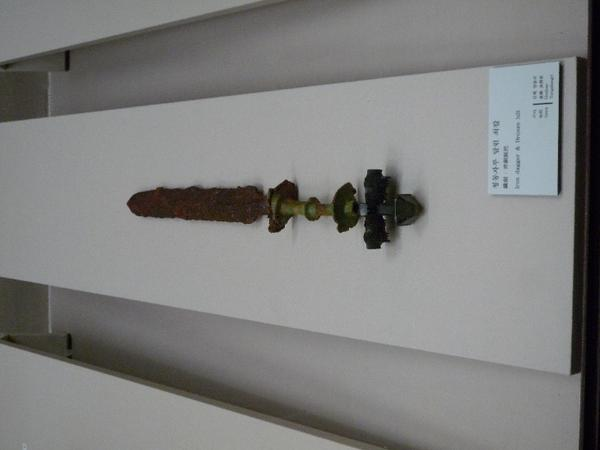
金海良洞里